# Shahrestān-e Bahma'ī
Shahrestān-e Bahma'ī (persiska: شهرستان بهمئی, بهمئی) är en delprovins (shahrestan) i Iran.   Den ligger i provinsen Kohgiluyeh och Buyer Ahmad, i den centrala delen av landet, 500 km söder om huvudstaden Teheran.
Delprovinsen hade 38 136 invånare 2016.